# Série de championnat de la Ligue américaine de baseball 2001
La Série de championnat de la Ligue américaine de baseball 2001 était la série finale de la Ligue américaine de baseball, dont l'issue a déterminé le représentant de cette ligue à la Série mondiale 2001, la grande finale des Ligues majeures.
Cette série quatre de sept débute le mercredi 17 octobre 2001 et se termine le lundi 22 octobre par une victoire des Yankees de New York, quatre victoires à une sur les Mariners de Seattle. Les Yankees, champions en titre du baseball au cours des trois saisons précédentes, accèdent avec cette victoire sur Seattle à une quatrième Série mondiale de suite, une performance qui ne s'était pas vue depuis que les Yankees eux-mêmes avaient joué dans cinq Séries mondiales d'affilée de 1960 à 1964.
La série entre New York et Seattle débute plus tardivement qu'à l'habitude puisque le calendrier régulier de la Ligue majeure de baseball est différé de quelques jours après les attentats du 11 septembre 2001 aux États-Unis.

## Équipes en présence
Les Mariners de Seattle égalent en 2001 en record du baseball majeur avec 116 victoires en saison régulière. C'est le même nombre de victoires que les Cubs de Chicago de la saison 1906. Cependant, les Cubs avaient atteint ce total dans une saison plus courte, à 152 matchs, pour un pourcentage de succès plus élevé que celui des Mariners de 2001. Auteurs d'une fiche de 116-44, Seattle efface le précédent record de la Ligue américaine de 114 victoires en une année, marqué établie par les Yankees de New York en 1998.
Qualifiés pour les séries éliminatoires comme meilleurs deuxièmes en 2000, les Mariners détrônent les Athletics d'Oakland en tête de la division Ouest de l'Américaine. Ces derniers, superbes eux aussi en saison régulière avec 102 gains contre seulement 60 revers, passent aussi en d'après-saison comme meilleur club de seconde place.
Avec un dossier de 95-65, les Yankees de New York devancent largement les Red Sox de Boston au sommet de la division Est. La franchise du Bronx remporte le quatrième de neuf titres de section d'affilée, et s'assure de la septième de 13 qualifications de suite en éliminatoires. Vainqueurs de la Série mondiale en 1998, 1999 et 2000, les Yankees sont les premiers gagnants de trois titres du baseball d'affilée depuis les Athletics d'Oakland de 1972, 1973 et 1974. Ils espèrent devenir les premiers vainqueurs de quatre titres en quatre ans depuis qu'eux-mêmes avaient accompli cet exploit cinq années de suite (1949-1953).
En Séries de divisions, Seattle peine à éliminer dans la limite de cinq parties les Indians de Cleveland, champions de la division Centrale avec une fiche de 91-71. New York élimine Oakland, également en cinq affrontements.
Les Mariners et les Yankees s'affrontent en Série de championnat pour la deuxième année de suite. New York l'avait emporté en six matchs lors de la Série de championnat de 2000 mais, cette fois, ce sont les Mariners qui possèdent l'avantage du terrain et amorcent la série à domicile. Les deux clubs sont opposés pour la troisième fois en éliminatoires, Seattle ayant remporté la Série de divisions de 1995 sur les Yankees.

## Déroulement de la série

### Calendrier des rencontres
| Match | Date       | Visiteur            | Hôte                | Score  |
| ----- | ---------- | ------------------- | ------------------- | ------ |
| 1     | 17 octobre | Yankees de New York | Mariners de Seattle | 4 - 2  |
| 2     | 18 octobre | Yankees de New York | Mariners de Seattle | 3 - 2  |
| 3     | 20 octobre | Mariners de Seattle | Yankees de New York | 14 - 3 |
| 4     | 21 octobre | Mariners de Seattle | Yankees de New York | 1 - 3  |
| 5     | 22 octobre | Mariners de Seattle | Yankees de New York | 3 - 12 |

### Match 1
Mercredi 17 octobre 2001 au Safeco Field, Seattle, Washington.
| Yankees de New York | 0 | 1 | 0 | 2 | 0 | 0 | 0 | 0 | 1 | 4 | 9 | 0 |
| Mariners de Seattle | 0 | 0 | 0 | 0 | 1 | 0 | 0 | 0 | 1 | 2 | 4 | 0 |
| Lanceurs partants : NYY : Andy Pettitte SEA : Aaron Sele Vic. : Andy Pettitte (1-0) Déf. : Aaron Sele (0-1) Sauv. : Mariano Rivera (1) HRs : NYY : Paul O'Neill (1) |   |   |   |   |   |   |   |   |   |   |   |   |

### Match 2
Jeudi 18 octobre 2001 au Safeco Field, Seattle, Washington.
| Yankees de New York | 0 | 3 | 0 | 0 | 0 | 0 | 0 | 0 | 0 | 3 | 9 | 1 |
| Mariners de Seattle | 0 | 0 | 0 | 2 | 0 | 0 | 0 | 0 | 0 | 2 | 6 | 0 |
| Lanceurs partants : NYY : Mike Mussina SEA : Freddy García Vic. : Mike Mussina (1-0) Déf. : Freddy García (0-1) Sauv. : Mariano Rivera (1) HRs: SEA : Stan Javier (1) |   |   |   |   |   |   |   |   |   |   |   |   |

### Match 3
Samedi 20 octobre 2001 au Yankee Stadium, New York, NY.
| Mariners de Seattle | 0 | 0 | 0 | 0 | 2 | 7 | 2 | 1 | 2 | 14 | 15 | 0 |
| Yankees de New York | 2 | 0 | 0 | 0 | 0 | 0 | 0 | 1 | 0 | 3  | 7  | 2 |
| Lanceurs partants : SEA : Jamie Moyer NYY : Orlando Hernández Vic. : Jamie Moyer (1-0) Déf. : Orlando Hernández (0-1) HRs : SEA : Bret Boone (1), John Olerud (1), Jay Buhner (1) NYY : Bernie Williams (1) |   |   |   |   |   |   |   |   |   |    |    |   |

### Match 4
Dimanche 21 octobre 2001 au Yankee Stadium, New York, NY.
| Mariners de Seattle | 0 | 0 | 0 | 0 | 0 | 0 | 0 | 1 | 0 | 1 | 2 | 0 |
| Yankees de New York | 0 | 0 | 0 | 0 | 0 | 0 | 0 | 1 | 2 | 3 | 4 | 0 |
| Lanceurs partants : SEA : Paul Abbott NYY : Roger Clemens Vic. : Mariano Rivera (1-0) Déf. : Kazuhiro Sasaki (0-1) HRs : SEA : Bret Boone (2) NYY : Alfonso Soriano (1), Bernie Williams (2) |   |   |   |   |   |   |   |   |   |   |   |   |

### Match 5
Lundi 22 octobre 2001 au Yankee Stadium, New York, NY.
| Mariners de Seattle | 0 | 0 | 0 | 0 | 0 | 0 | 3 | 0 | 0 | 3  | 9  | 1 |
| Yankees de New York | 0 | 0 | 4 | 1 | 0 | 4 | 0 | 3 | X | 12 | 13 | 1 |
| Lanceurs partants : SEA : Aaron Sele NYY : Andy Pettitte Vic. : Andy Pettitte (2-0) Déf. : Aaron Sele (0-2) HRs: NYY : Paul O'Neill (2), Bernie Williams (3), Tino Martinez (1) |   |   |   |   |   |   |   |   |   |    |    |   |

## Joueur par excellence

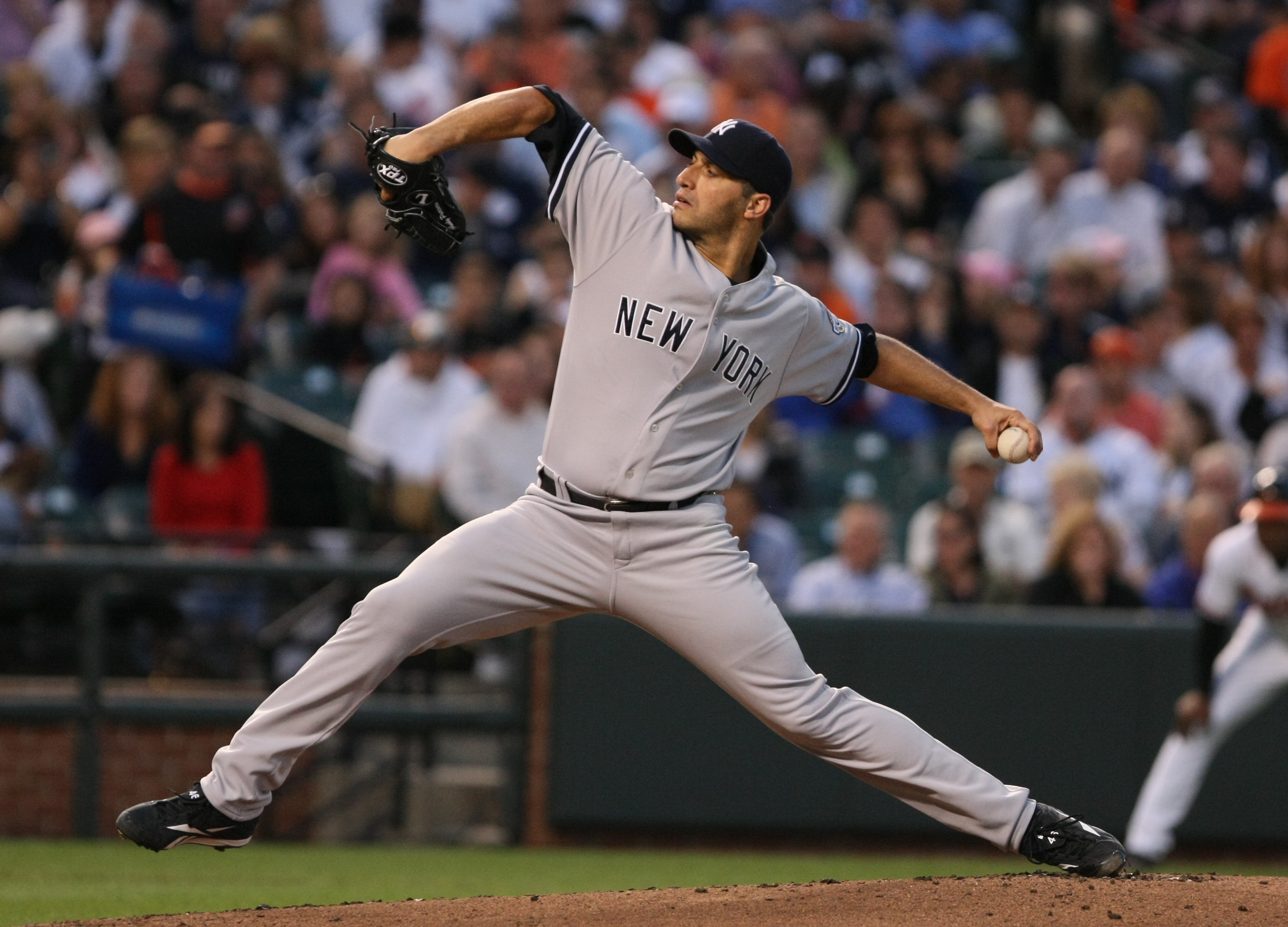
Andy Pettitte.

Lanceur gagnant dans le premier et le cinquième match de la série contre Seattle, le gaucher Andy Pettitte des Yankees de New York est choisi joueur par excellence de la Série de championnat 2001 de la Ligue américaine. Pettitte maintient sa moyenne de points mérités à 2,51 en 14 manches et un tiers au monticule contre les Mariners.